# Lite-Brite

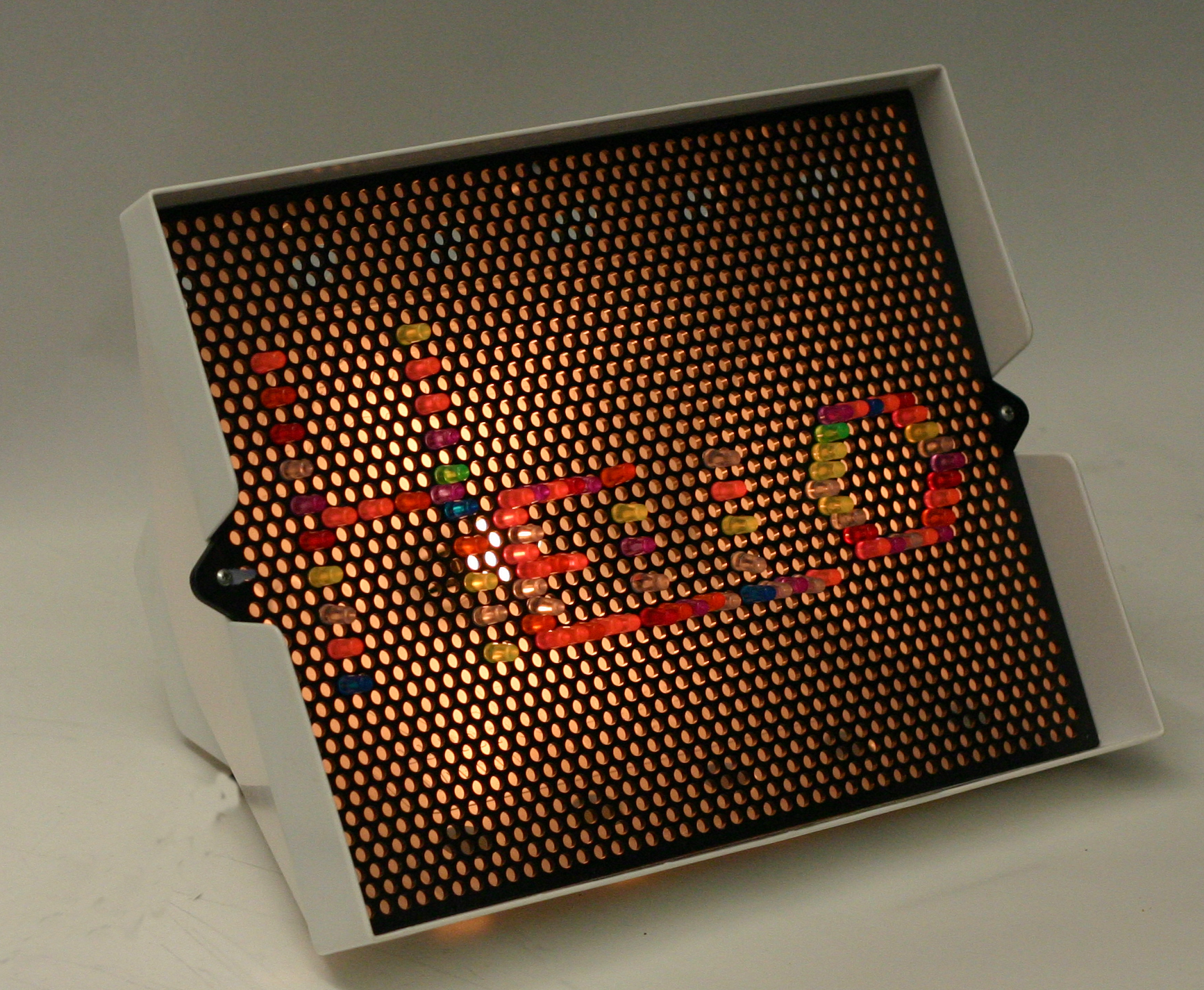
Hello en un Lite-Brite

Lite-Brite es un juguete electrónico que fue introducido en los Estados Unidos en 1967 por la compañía Hasbro. Lite Brite permite la formación de dibujos iluminados por medio de estaquillas de colores en un tablero negro.

## Descripción y operación
Lite-Brite aún sigue en producción y ha evolucionado de ser un tablero a ser un cubo. Lite-Brite permite que el artista cree dibujos iluminados usando estanquillas multicolores de plástico en un tablero negro. El tablero es iluminado por una bombilla, que permite que la luz producida ilumine las estaquillas de colores. Las estaquillas son colocadas en la forma deseada por el artista para formar el dibujo que ha de ser iluminado. Las estaquillas al ser iluminadas producen luz similar a un diodo emisor de luz; es decir, las luces conocidas popularmente como LED. La juguetes Lite-Brite vienen acompañados por patrones o diseños para reproducir. Los dibujos creados en Lite-Brite son disfrutados en su totalidad en la oscuridad.